# テリー・ボジオ
テリー・ボジオ（Terry Bozzio、1950年12月27日 - ）はアメリカ合衆国のドラマー。フランク・ザッパ、ミッシング・パーソンズのドラマーとして活動したほか、プログレッシブ・ロック、ニュー・ウェイヴ、ハード・ロックなど幅広いジャンルで活躍している。「ローリング・ストーン誌の選ぶ歴史上最も偉大な100人のドラマー」において17位。
2008年に日本人女性と結婚し、義娘は日本のヘヴィメタル・バンド「Aldious」のドラマー（2024年2月脱退）のMarina。

## 来歴

### 生い立ち
カリフォルニア州サンフランシスコ生まれ。13歳の時、テレビ番組「エド・サリヴァン・ショー」でビートルズを見たことがきっかけでドラムに興味を抱く。ドラムのレッスンを受ける傍ら、アマチュアバンドにも所属し、大学時代にはティンパニなどを修得した。

### フランク・ザッパとの活動
シーラ・Eの叔父に当たるピート・エスコヴェド率いるラテンロック・バンド、アステカにレニー・ホワイトの後任として加入したのち、1975年にフランク・ザッパ率いるザ・マザーズ・オブ・インヴェンション（以下、MOI）のオーディションに合格して、4月と5月に行なわれたMOIとキャプテン・ビーフハートの国内ツアーに参加。同年9月から1976年3月までは、ザッパを含めて5人という最小規模のMOIの一員としてライブ活動に参加。1976年1月から3月まで行なわれたワールド・ツアーの一環として1976年2月に行なわれたMOI初の日本公演で初来日。2月3日の大阪厚生年金会館での演奏の一部はザッパのアルバム『ズート・アリュアーズ』（1976年）、You Can't Do That on Stage Anymore, Vol. 3（1989年）に収録された。
ザッパは1976年10月に始めたツアーからMOIの名を使わなくなり、コンサートはフランク・ザッパ名義でバンド名はザッパになった。ボジオはMOIに続いてこのバンドにも参加して、エディ・ジョブソン（キーボード、ヴァイオリン）、パトリック・オハーン（ベース・ギター）、ランディ・ブレッカー（トランペット）、マイケル・ブレッカー（トランペット）らと共演。さらに1977年9月から始まった次のツアーにも参加してエイドリアン・ブリュ―（ギター）と共演した後、1978年2月のヨーロッパ・ツアー終了後に離脱した。
彼はザッパとの活動中、難曲「ブラック・ページ」を筆頭にテクニカルなドラム・プレイを披露し、離脱後のコンピレーション・アルバムも含めると3年間で19枚のアルバムに参加した。「パンキーズ・ウィップス」、「アイム・ソー・キュート」、「ヒゲをのばすぞ 」ではリード・ヴォーカルも担当した。

### U.K.とミッシング・パーソンズ
1978年には、1977年12月末のザッパのニューヨーク公演で共演したブレッカー・ブラザーズのアルバム『ヘヴィ・メタル・ビ・バップ』に参加。その後、ザッパのツアー時代の同僚エディ・ジョブソンが結成したU.K.にビル・ブルーフォードの後任として加入し、日本公演にも同行。その後マーク・アイシャムらとのユニット、グループ87などでのセッションを行う。
1980年から1986年にかけて、当時の妻デイル・ボジオ、ザッパ時代の同僚パトリック・オハーン、ウォーレン・ククルロらと共にミッシング・パーソンズで活動した。
また、ジェフ・ベック、hide、ザ・ナック、ビリー・シーンなど様々なアーティストと共演している。

### 1990年代以降
1990年から1995年にかけて、ボジオはオスティナートをベースにしたドラム・ソロ曲を開発し、『Solo Drum Music I』『Solo Drum Music II』をCDとしてレコーディングした。その頃、トニー・ハイマス、トニー・コー、ヒュー・バーンズと共にバンド、ザ・ロンリー・ベアーズを結成してアルバムを発表している。また、デヴィッド・トーン、ミック・カーンとポリタウンを結成しアルバムを発表。1993年には、T.M.スティーヴンス、デヴィン・タウンゼンドとスティーヴ・ヴァイのバンド、ヴァイ名義のアルバム『セックス・アンド・レリジョン』に参加した。
1995年から2002年にかけて、ボジオはソロ・ドラム・アーティストとしてアメリカ、オーストラリア、カナダ、ヨーロッパのツアーを行い、2枚のソロCD『Drawing the Circle』と『Chamberworks』を録音した。2002年にはアレックス・マカチェクとダク・ランと共に、アウト・トリオ (Out Trio)としてもライブを行っている。1997年、モダンドラマーの殿堂入り。また、トニー・レヴィン（キング・クリムゾン）やスティーヴ・スティーヴンス（元ビリー・アイドル・バンド）と共にボジオ・レヴィン・スティーヴンスというユニットを結成し、2枚のアルバムを発表した。2007年にはコーンの正規ドラマー、デイヴィッド・シルヴェリアの一時離脱に伴いサポート・メンバーとしても活動するが、6曲のレコーディングに参加した後に離脱。
同年1月17日、ロニー・ジェイムス・ディオ、スラッシュと共に、ハリウッドのギターセンターのロックウォークに殿堂入りした。現在、ハリウッド、ギターセンターに手形が飾られている。
2010年、アラン・ホールズワース 、トニー・レヴィン、パット・マステロット (通称：HoBoLeMa)と共に西海岸ツアー、ヨーロッパ・ツアーを行う。
2011年には、アレックス・マカチェク、ダク・ランと、アウト・トリオ再結成ライブをスタジオシティのベイクドポテトで行った。また、モトリー・クルーのミック・マーズによる将来的なソロ・アルバムに向けてスタジオに入ってもいる。「South Pasadena Eclectic Music Fest」に、マーク・アイシャム、ダグ・ラン、ジェフ・バブコと参加。ボストンとニューヨークでもアウト・トリオでライブを行い、カリフォルニア州サンノゼで行われた『DRUM Magazine』主催のドラム・ナイト・フェスティバルでトリを飾る。
2012年、キッスのピーター・クリスと共にギターセンターの「ドラムレジェンド」賞を受賞。川崎クラブチッタにてソロ・パフォーマンスを行い、ジャパンツアー、東京、大阪、名古屋公演の後、『リズム&ドラムマガジン』主催の「ドラムマガジン・フェスティバル」のトリを飾った。帰国後、アレックス・アクーニャ /テリー・ボジオ・パーカッション・デュオ・ライブをベイクドポテトで行った。フランクフルト・ジャズ & オポーレ・ドラム・フェスティバルではソロ・パフォーマンスのほか、スティック・メンとライブで共演した。その後、U.K.ワールド・ツアーのためにジョン・ウェットン、エディ・ジョブソンとテリー・ボジオの3人で、33年ぶりにトリオ編成のU.K.再結成を果たした。
2013年、トム・シェリーとアメリカ中西部クリニックツアーを行う（トム・シェリーはボジオのアタックTBシグネチャードラムヘッド製造するユニバーサルパーカッションの代表）。U.K.（ボジオ/ウェットン/ジョブソン/マカチェク）にて、クルーズ、マイアミ＆パナマツアーに参加。スウィートウォーター・ギア・フェストにてソロ演奏と、ビリー・シーンとのジャム・セッションを行う。第2回目のソロによるヨーロッパ・ツアーはソールドアウトとなった。
2014年7月15日、初めてのドラムレッスンから50周年を迎えた。1月には、約5年ぶりに 東京、六本木STB139にてソロ公演を行なっている。ロサンゼルスのScenefourと共にアート＆スケッチプロジェクトをスタート。6月、ザ・ブレッカー・ブラザーズ・バンド・リユニオンに合流し、アルバム『ヘヴィ・メタル・ビ・バップ』発表時のバンドが再結成され、ヨーロッパ・ツアーを行っている。8月14日から10月26日までの2か月半にわたっては、初の全41公演、北米ソロ公演ツアーを行い成功させた。その後、西日本ソロ公演ツアーを行い、11月26日-28日にはクラブチッタ川崎にて「ブレッカー・ブラザーズ・"ヘビーメタル ビーバップ バンド リユニオン "THE HEAVY METAL BEBOP" Tour in JAPAN 2014 公演」を開催し、同時にレコーディングも行った。メンバーは、オリジナル・メンバーにあたるテリー・ボジオ、ランディ・ブレッカー、バリー・フィナティ、ニール・ジェイソンに加えて、亡きマイケル・ブレッカーに代わりアダ・ロヴァッティ (サクソフォーン)が参加した。
2015年2月、トム・シェリーと共にクリニック・ツアーを行う。8月22日には、ハリウッドのカタリーナ・ジャズクラブでソロ・パフォーマンス公演（この公演のドラムテックは枝川"Michi"光孝）。10月-12月、ソロ・ツアーを日本 (8公演)とヨーロッパ (21公演)で行う。この際、初の北海道、秋田、青森公演が開催された。日本のレーベル、Ward Recordsと契約し、『テリー・ボジオ - コンポーザー・シリーズ』が、12月18日にリリースされた。
2016年1月4日、6日に東京と大阪のビルボードライブにてソロ公演を行う（この時のオフィシャルドラムテックは枝川"Michi"光孝）。1月21日、2月13日放送のBSフジ『伊藤政則のロックTV!』に、愛娘のMarina (Aldiousドラマー)と親子で出演。
同年5月14日、日本人ミュージシャンを迎え一夜限りのスペシャル・ライブ「ヒストリー・オブ・テリー・ボジオ」が、品川ステラボールにて開催された。同時にDVD、BSフジ用の撮影も行われた。テリー・ボジオの40年に及ぶ黄金の軌跡を網羅するこのスペシャル・ライブでは、フランク・ザッパ、ミッシング・パーソンズ、U.K.、ブレッカー・ブラザーズ、ボジオ・レヴィン・スティーヴンス、ジェフ・ベックなどの歴代の名曲が次々と演奏された。またすべてのボーカルをテリー自身がとるという点も見逃せないポイントだった。もちろん要塞ドラム・セットによるソロもたっぷりと堪能できる公演となった。この日、テリー・ボジオ本人が認めるオフィシャル・ドラムテックのMichel Weekhout (fromアムステルダム)、枝川"Michi"光孝の2人が同じ場所に揃った。
同年6月22日、ザ・ブレッカー・ブラザーズ・バンド・リユニオン名義の2枚組CD『ザ・ヘヴィ・メタル・ビバップ・ツアー'14・イン・ジャパン』がリリースされた。このCDは2014年11月川崎クラブチッタで実現したブレッカー・ブラザーズのアルバム『ヘヴィ・メタル・ビ・バップ』を再現した日本公演3日間から厳選収録したライブ音源が元になっている。
同年8月から9月にかけて、「アメリカ・ツアー2016 “An Evening With Terry Bozzio”」(24公演)を開催（オフィシャルドラムテックは Michel Weekhout）。10月に、テリー・ボジオの公式フェイスブックにてビックドラムセットの360⁰ パノラマビューが公開された。
2017年、これまでリリースされていない新しい楽曲が本人のオフィシャルサイトで公開された。
9月、ランディ・ブレッカー、アダ・ロヴァッティ、バリー・フィナティ、ニール・ジェイソンと共に「ブレッカー・ブラザーズ、名盤『HEAVY METAL BE-BOP』の興奮と感動の白熱ライヴ」をコットンクラブ東京 (9月20日、21日)、ブルーノート東京 (9月24日、25日)で開催。テリーがコットンクラブ、ブルーノートで演奏するのは今回が初めて（オフィシャルドラムテックは枝川"Michi"光孝）。10月−11月、1か月半にわたるソロでのヨーロッパツアーを行う（オフィシャルドラムテックはMichel Weekhout）。
この年、ブラックペイジ アイコン・スネア・ドラムが、DW -ドラム・ワークショップから発表された。フランク・ザッパによる楽曲「ブラック・ページ」をモチーフに、その楽曲プレイする唯一無二の存在であり、世界一の点数のドラムキットで異次元のドラムをプレイし続ける、テリー・ボジオをフィーチャーした、アイコン・スネア・ドラム。全世界限定250台のスネアドラムには、ボジオ直筆のサインの入ったDW ドラムヘッドが装備され認定証も付属されている。

## 公認ドラムテクニシャン
世界で2人のみ。
Michel Weekhout (from アムステルダム) と枝川"Michi"光孝（ドラマー神保彰のドラムテクニシャンでもある）。特に、たった一人でこの巨大なセットを2時間弱でセットアップに成功した枝川の仕事振りを大いに気に入り、「出来る事なら専属で雇いたい」と語っている。

## 使用機材とテクニック
非常に多くのタム、バスドラム、シンバルを備えたドラムセットがトレードマークとなっている。タムやバスドラムには細かい音程を表現するためのチューニングが施され、更にグロッケンシュピール等のパーカッションや、ペダルで操作するメタルパーカッション等も備えられている。
フランク・ザッパ・バンド在籍時はグレッチ社、UK時代はスリンガーランド社、ミッシング・パーソンズ時代からジェフ・ベック時代はREMO社、そしてMAPEX社、現在はDW社と、時代や追求する音楽によって使用するドラムメーカーも変化している(ミッシング・パーソンズ時代には極短期間だがTAMAのドラムも用いた)。
ドラムセット: DW社  / ハードウェア:DW社 9000シリーズ
シンバルはセイビアンのシグネチャーモデル"Radia"。かつてはパイステのシンバルを使用していた。
スティックはPRO MARKのオーク製テリー・ボジオモデルを使用した後、VIC FIRTHからリリースされているヒッコリー製のテリー・ボジオモデルを使用。マッチドグリップで握る。
ドラムヘッドはREMOを使用した後、ATTACKのTBシグネイチャーモデルを使用。

## ディスコグラフィ

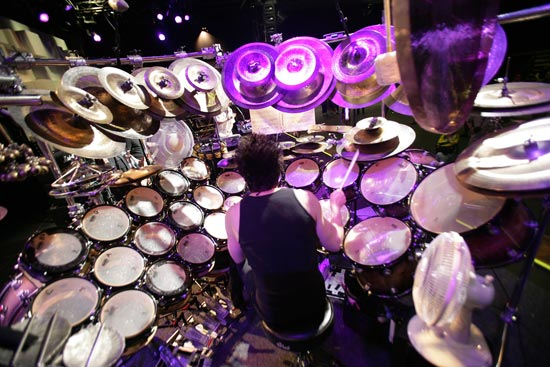
ボジオのドラムセット

### ソロ・アルバム
- Solo Drum Music I (1992年)
- Solo Drum Music II (1992年)
- Drawing The Circle (1998年)
- Chamber Works (1998年)
- Solos & Duets (with Chad Wackerman) (2001年)
- Nine Short Films (with Billy Sheehan) (2002年)
- Chamber Works (2005, with Metropole Orchestra)
- Prime Cuts (2005年)
- Four From Ten Twenty Nine (2008年)
- Seven Nights in Japan (2008年)
- Melodic Drumming & the Ostinato v.1. 2. 3 (2011年) ※DVD
- Terry Bozzio Live Performance & Seminar (2011年) ※DVD。2003年収録
- Terry Bozzio Live in Japan 2007 菩慈音 (2012年)
- 『テリー・ボジオ /ミュージカル・ソロ・ドラミング～ソロの構築とデイリー・エクササイズ』 - Musical Solo Drumming (2012年) ※DVD
- 『テリー・ボジオ - コンポーザー・シリーズ』 - Terry Bozzio - Composer Series (2015年) ※4CD+Blu-ray+Blu-ray(オーディオのみ)+ボーナスDVD
- Terry Bozzio : Reality & Simple Moments Compilation (2017年)

### フランク・ザッパ
- 『ボンゴ・フューリー』 - Bongo Fury (1975年)[注釈 7]
- 『ズート・アリュアーズ』 - Zoot Allures (1976年)
- 『ザッパ・イン・ニューヨーク』 - Zappa In New York (1978年)
- 『スリープ・ダート』 - Sleep Dirt (1979年)
- 『シーク・ヤブーティ』 - Sheik Yerbouti (1979年)
- 『オーケストラル・フェイヴァリッツ』 - Orchestral Favorites (1979年)
- 『ベイビー・スネイクス』 - Baby Snakes (1983年)
- 『シング・フィッシュ』 - Thing-Fish (1984年)
- You Can't Do That on Stage Anymore, Vol. 1 (1988年)
- You Can't Do That on Stage Anymore, Vol. 3 (1989年)
- You Can't Do That on Stage Anymore, Vol. 4 (1991年)
- You Can't Do That on Stage Anymore, Vol. 6 (1992年)
- Conceptual Continuity (1992年)[注釈 8]
- FZ:OZ (2002年)
- Joe's Menage (2008年)
- Philly '76 (2009年)
- Hammersmith Odeon (2010年)
- Joe's Camouflage (2014年)
- Halloween 77 (2017年)

### U.K.
- 『デンジャー・マネー』 - Danger Money (1979年)
- 『ナイト・アフター・ナイト (ライヴ・イン・ジャパン)』 - Night After Night (1979年)
- 『アルティメット・コレクターズ・エディション』 - Ultimate Collector's Edition (2016年)

### ミッシング・パーソンズ
- 『スプリング・セッションM』 - Spring Session M (1982年)
- 『ライム&リーズン』 - Rhyme & Reason (1984年)
- 『カラー・イン・ユア・ライフ』 - Color In Your Life (1986年)
- 『レイト・ナイツ・アーリー・デイズ』 - Late Nights Early Days (1997年)

### ザ・ロンリー・ベアーズ
- The Lonely Bears (1991年)
- Injustice (1992年)
- The Bears Are Running (1994年)
- The Best of The Lonely Bears (1998年)

### ボジオ・レヴィン・スティーヴンス
- 『ブラック・ライト・シンドローム』 - Black Light Syndrome (1997年)
- 『シチュエーション・デンジャラス』 - Situation Dangerous (2000年)

### テリー・ボジオ & ビリー・シーン
- 『ナイン・ショート・フィルムス』 - Nine Short Films (2002年)

### その他の参加アルバム
- ブレッカー・ブラザーズ : 『ヘヴィ・メタル・ビ・バップ』 - Heavy Metal Be-Bop (1978年)
- グループ87 : 『グループ87』 - Group 87 (1980年)
- マーク・アイシャム : 『カスタリア』 - Castalia (1988年)
- ジェフ・ベック : 『ギター・ショップ』 - Jeff Beck's Guitar Shop (1989年)
- マーク・アイシャム : 『幻想秘夜』 - Mark Isham (1990年)
- アール・スリック : 『イン・ユア・フェイス』 - In Your Face (1990年)
- ジェフ・ベック : 『ベッコロジー』 - Beckology (1991年)
- ヴァイ : 『セックス・アンド・レリジョン』 - Sex & Religion (1993年)
- hide : 『HIDE YOUR FACE』 (1994年)
- ポリタウン : 『ポリタウン』 - Polytown (1994年)
- 樋口宗孝 : 『FREE WORLD』 (1997年)
- ザ・ナック : 『ズーム』 - Zoom (1998年)
- エクスプローラーズ・クラブ : 『エイジ・オブ・インパクト』 - Age Of Impact (1998年)
- エクスプローラーズ・クラブ : 『レイジング・ザ・マンモス』 - Raising The Mammoth (2002年)
- コーン : 『無題』 - Untitled (2007年)
- ザ・ブレッカー・ブラザーズ・バンド・リユニオン : 『ザ・ヘヴィ・メタル・ビバップ・ツアー'14・イン・ジャパン』 (2016年)